# Joseph Batangdon
Joseph Batangdon, född den 29 juli 1978 är en friidrottare från Kamerun som tävlar i kortdistanslöpning.
Batangdon deltog vid Olympiska sommarspelen 2000 på 200 meter men blev utslagen redan i försöken. Vid afrikanska mästerskapen 2002 slutade han fyra på 200 meter. Han deltog vid VM-inomhus 2003 och blev då silvermedaljör på 200 meter på tiden 20,76 endast slagen av britten Marlon Devonish. 
Vid Afrikanska mästerskapen 2004 vann han guld på 200 meter på tiden 20,46. Däremot blev han utslagen i försöken på 200 meter vid Olympiska sommarspelen 2004.

## Personliga rekord
- 60 meter - 6,89
- 100 meter - 10,19
- 200 meter - 20,31